# 805
Năm 805 là một năm trong lịch Julius.